# Осыплянский
Осыплянский — посёлок в Ачитском городском округе Свердловской области. Управляется Афанасьевским сельским советом.

## География
Населённый пункт располагается на левобережной террасе реки Бисерть в 21 километре на восток от посёлка городского типа Ачит.

### Часовой пояс
Осыплянский, как и вся Свердловская область, находится в часовой зоне МСК+2. Смещение применяемого времени относительно UTC составляет +5:00.

## Население
| 2002 | 2010 |
| ---- | ---- |
| 12   | ↘0   |